# Gene Parsons
Gene Victor Parsons (Morongo Valley, 4 settembre 1944) è un musicista statunitense.
Il batterista è conosciuto principalmente per essere stato membro del gruppo folk rock The Byrds dal 1968 al 1972. Parsons ha inoltre pubblicato album solisti e suonato in varie altre band come Nashville West, Flying Burrito Brothers e Parsons Green. Insieme al chitarrista Clarence White, è accreditato come inventore del B-Bender (conosciuto anche come StringBender), un dispositivo che consente a un chitarrista di emulare il suono di una pedal steel guitar.

## Discografia scelta

### The Byrds
- Dr. Byrds & Mr. Hyde (1969)
- Ballad of Easy Rider (1969)
- (Untitled) (1970)
- Byrdmaniax (1971)
- Farther Along (1971)
- Live at the Fillmore - February 1969 (2000)
- Live at Royal Albert Hall 1971 (2008)

### Gene Parsons
- Kindling (1973)
- Melodies (1979)
- Gene Parsons in Concert – I Hope They Let Us In (2001)

### The Flying Burrito Brothers
- Flying Again (1975)
- Airborne (1976)
- Red Album: Live Studio Party in Hollywood (2002)

### Nashville West
- Nashville West (alias The Legendary Nashville West Album) (1976)

### Parsons Green
- Birds of a Feather (1988)
- Live From Caspar (2001)

### Haywire
- Nature Quest: Bluegrass Christmas (1998)

### Guilbeau & Parsons
- Louisiana Rain (2002)

### Gene Parsons & David Hayes
- Gene Parsons & David Hayes (2016)

### The Mendocino Quartet
- Way Out There (2017)